# Krasnojarskaja schelesnaja doroga

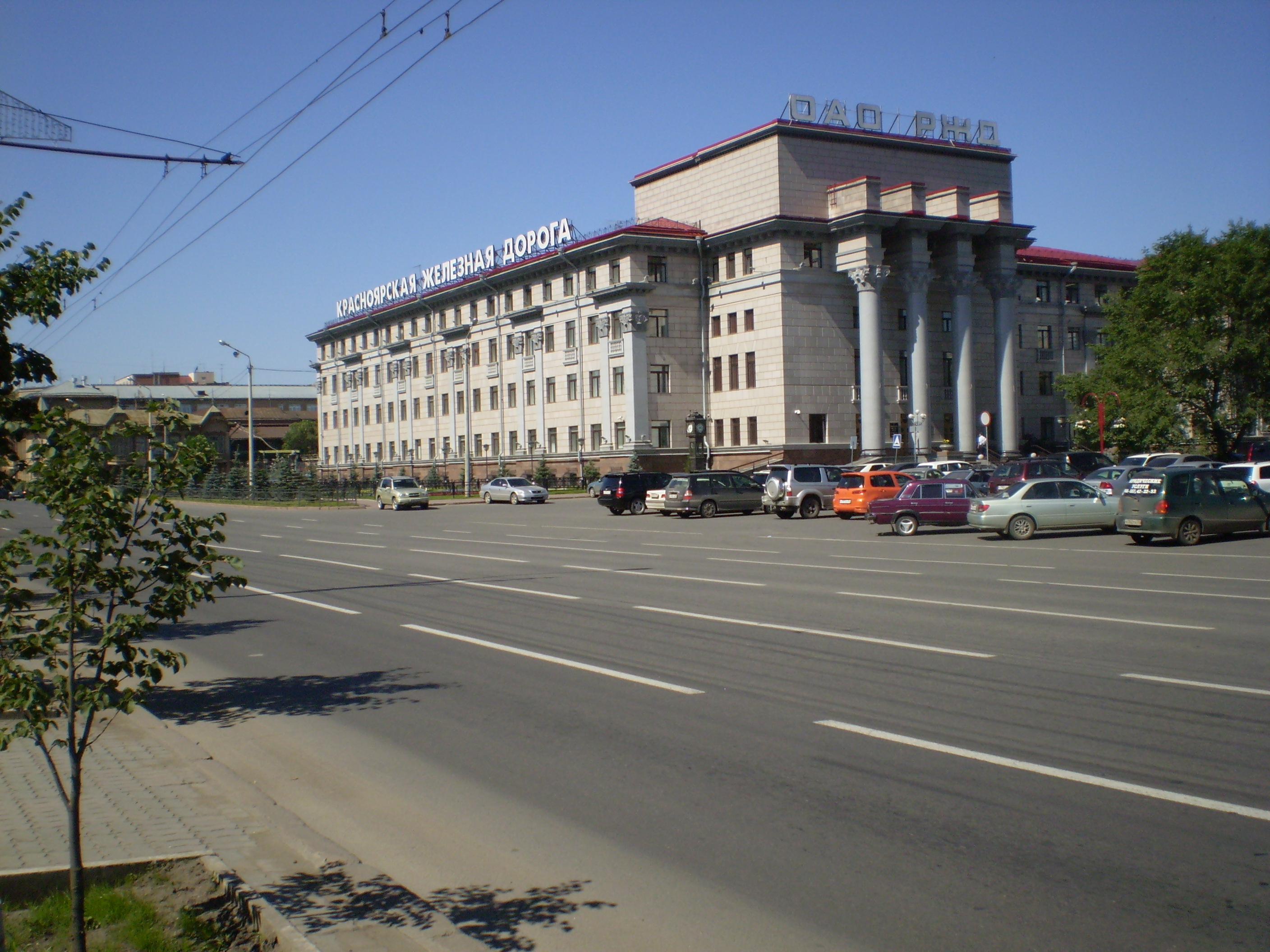
Verwaltungsgebäude der Krasnojarsker Eisenbahn in Krasnojarsk

Die Krasnojarskaja schelesnaja doroga (russisch Красноя́рская желе́зная доро́га „Krasnojarsker Eisenbahn“) ist eine betrieblich selbständige Filiale der Russischen Eisenbahnen (RŽD). Sie ist aus der gleichnamigen Regionaldirektion der RŽD und der früheren Sowjetischen Eisenbahnen (SŽD) bzw. des Verkehrswegeministeriums (MPS) hervorgegangen.

## Betriebsdaten und Organisation
Die Krasnojarsker Eisenbahn mit Sitz in Krasnojarsk betreibt Eisenbahnstrecken der Spurweite 1520 mm (russische Breitspur) mit einer Betriebslänge von 3158 Kilometern in der mittelsibirischen Region Krasnojarsk und in Chakassien sowie auf kürzeren Abschnitten in den Oblasten Irkutsk und Kemerowo.
Westlich schließt sich die Westsibirische Eisenbahn an, östlich die Ostsibirische Eisenbahn.
2008 wurden 82,2 Millionen Tonnen Güter, 3,1 Millionen Passagiere im Fern- und 13,3 Millionen im Vorortverkehr befördert. Im gleichen Jahr hatte die Bahn 33.200 Beschäftigte. Chef der Filiale ist Wladimir Reingardt.
Die Krasnojarsker Eisenbahn ist in zwei Unterabteilungen (otdelenija) mit Sitz in Abakan und Krasnojarsk gegliedert.

## Geschichte
Die Krasnojarsker Eisenbahn entstand zuerst 1936, als Streckenteile der früheren Mittelsibirischen (1897–1902), Sibirischen (1902–1912) bzw. Tomsker Eisenbahn (ab 1912) sowie der 1911 gegründeten, ursprünglich privaten Atschinsk-Minussinsker Eisenbahn, die nach verschiedenen Umorganisationen letztlich 1934 in der Ostsibirischen Eisenbahn aufgegangen waren, wieder ausgegliedert wurden. 1961 wurde die Krasnojarsker Eisenbahn erneut an die Ostsibirische Eisenbahn angeschlossen, bevor sie 1979 in der heutigen Form selbständig wurde.
Die Elektrifizierung begann bei der Krasnojarsker Eisenbahn 1959 mit der Inbetriebnahme eines 275 km langen Abschnittes der Transsibirischen Eisenbahn um Krasnojarsk mit 25 kV 50 Hz Wechselstrom. Bereits im darauf folgenden Jahr war sie für den gesamten Transsib-Abschnitt der Krasnojarsker Eisenbahn abgeschlossen. Es handelte sich um die erste längere, mit Wechselstrom elektrifizierte Strecke in der Sowjetunion; daher wurden hier unter anderem die aus Frankreich importierten Lokomotiven der Baureihe Ф (F) erprobt. Die Südsibirische Eisenbahn Nowokusnezk – Abakan – Taischet wurde in den 1960er Jahren von vornherein elektrifiziert erbaut.
Zu den Plänen gehört der Bau einer 460 Kilometer langen Bahnstrecke Kysyl–Kuragino in die Hauptstadt der bisher eisenbahnlosen Republik Tuwa Kysyl. Der in den 1970er-Jahren abgebrochene Weiterbau der Strecke Reschoty–Karabula soll wieder aufgenommen und die Strecke um 50 km bis Jarki, westlich von Bogutschany an der Angara gelegen, verlängert werden.

## Strecken

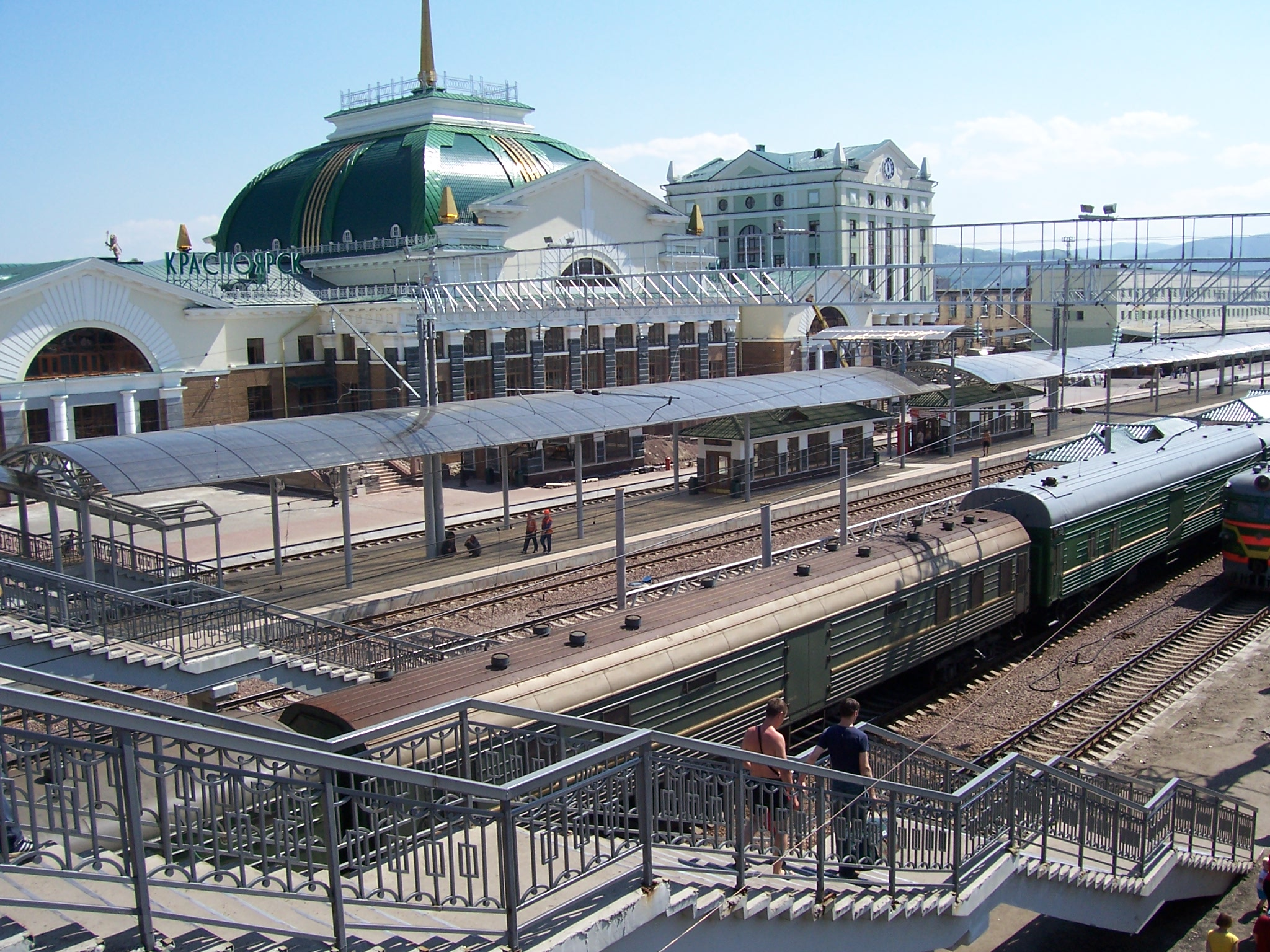
Bahnhof Krasnojarsk

Die wichtigsten Strecken der Krasnojarsker Eisenbahn sind:
- Transsibirische Eisenbahn: Abschnitt von Mariinsk (Streckenkilometer 3713, inklusive) bis Jurty kurz vor Taischet (km 4489, exklusive); zweigleisig; elektrifiziert (wie alle anderen elektrifizierten Strecken der Bahn mit 25 kV 50 Hz ~)
- Südsibirische Eisenbahn: Abschnitt von Karai östlich Meschduretschensk (km 70, inklusive) bis vor den Endpunkt Taischet (km 1030, exklusive); eingleisig mit zweigleisigen Abschnitten; elektrifiziert
- Verbindungen zwischen den beiden Magistralen:
  - von Atschinsk nach Tigei bei Abakan im Westteil der Region; 430 km; 97 km bis Krasnaja Sopka zweigleisig und elektrifiziert, weiter eingleisig, nicht elektrifiziert
  - von Ujar nach Sajanskaja im Ostteil der Region; 50 km, eingleisig, elektrifiziert
- eine Reihe von Stichbahnen, alle eingleisig und nicht elektrifiziert, darunter:
  - Atschinsk – Lessosibirsk (Forstwirtschaftzentrum und Flusshafen am Jenissei, 274 km)
  - Nischnjaja Poima (Station Reschoty) – Tajoschny (Station Karabula, Forstwirtschaftszentrum, 257 km)
  - Krasnaja Sopka – Belogorsk (Station Kija-Schaltyr, Bergbauzentrum) mit Abzweig nach Scharypowo (Kraftwerk Berjosowskaja GRES, insgesamt 231 km)
  - Askis – Abasa (Bergbauzentrum, 71 km)